# شهرستان آکبولاکسکی
شهرستان آکبولاکسکی (به لاتین: Akbulaksky District) یک شهرستان در روسیه است که در استان اورنبورگ واقع شده‌است.